# 투야의 결혼
《투야의 결혼》(圖雅的婚事: Tuya's Marriage)은 중국에서 제작된 왕취엔안 감독의 2006년 드라마, 멜로/로맨스 영화이다. 위 난 등이 주연으로 출연하였다.

## 출연
- 위 난

## 수상
2007년 베를린 영화제에서 황금곰상을 받았다.